# تشوغانلو
تشوغانلو هي قرية في مقاطعة مياندوآب، إيران. يقدر عدد سكانها بـ 422 نسمة بحسب إحصاء 2016.